# Gaston de La Touche

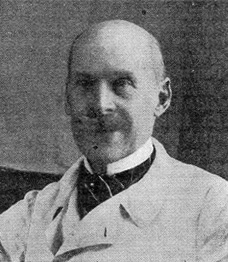
Gaston de La Touche

Gaston de La Touche, ook wel Gaston La Touche (Saint-Cloud, 24 oktober 1854 – Parijs, 12 juli 1913) was een Frans kunstschilder, illustrator en graficus. Hij werkte aanvankelijk een naturalistische stijl, maar werd later vooral geïnspireerd door het impressionisme.

## Leven en werk
Gaston de La Touche werd geboren in een welgesteld, uit Normandië afkomstig gezin, waarbinnen zijn artistieke ontwikkeling nadrukkelijk werd gestimuleerd. Vanaf zijn tiende nam hij tekenlessen. In 1870, bij het uitbreken van de Frans-Duitse Oorlog, vluchtte de familie terug naar Normandië. Daarna begon hij te werken als etser en illustrator.
Het vroege werk van La Touche werd sterk beïnvloed door het naturalisme. Hij bewonderde Émile Zola, voor wie hij ook verhalen en romans zou illustreren, onder andere L'Assommoir. Regelmatig bezocht hij de ateliers van Edgar Degas en Édouard Manet. Begin jaren 1880 maakte hij vooral huiselijke genretaferelen in de stijl van de oude Hollandse meesters, met een sociaal bewogen ondertoon. 
Door zijn vriendschap met Félix Bracquemond, tekende zich vanaf ongeveer 1890 een duidelijke stijlverandering af in het werk van La Touche richting het impressionisme. Hij werd beïnvloed door Puvis de Chavannes. Zijn penseelgebruik werd losser en zijn kleurgebruik feller en lichter. Als thema's koos hij nu parken met fonteinen en vuurwerk, theaterscènes, charmante vrouwen, nimfen en andere ideële onderwerpen. Soms schilderde hij ook nog typisch Bretonse onderwerpen, waarbij zijn realistische achtergrond vaak wat meer doorschemerde, bijvoorbeeld Pardon Breton uit 1896. Vaak werkte hij in zijn latere periode ook in waterverf.
In 1900 werkte La Touche mee aan de bekende decoratie van le Train Bleu, het restaurant van het Gare de Lyon. Ook maakte hij de muurschilderingen in het stadhuis van Saint-Cloud, in welke plaats hij ook lang zijn atelier had. In 1906 was hij medeoprichter van de Salon de la Société de la Peinture à l'Eau, waarvan hij enige tijd voorzitter was. Hij overleed in 1913, 58 jaar oud.

## Galerij

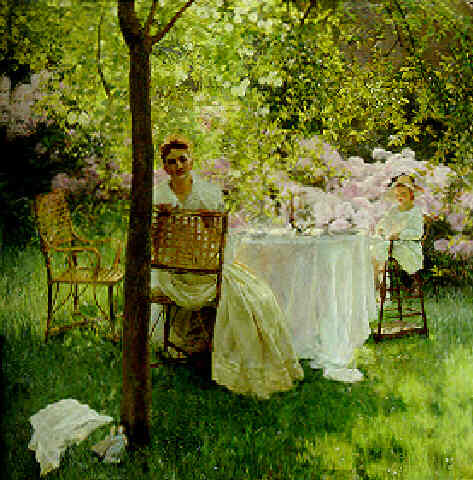
Les Pivoines
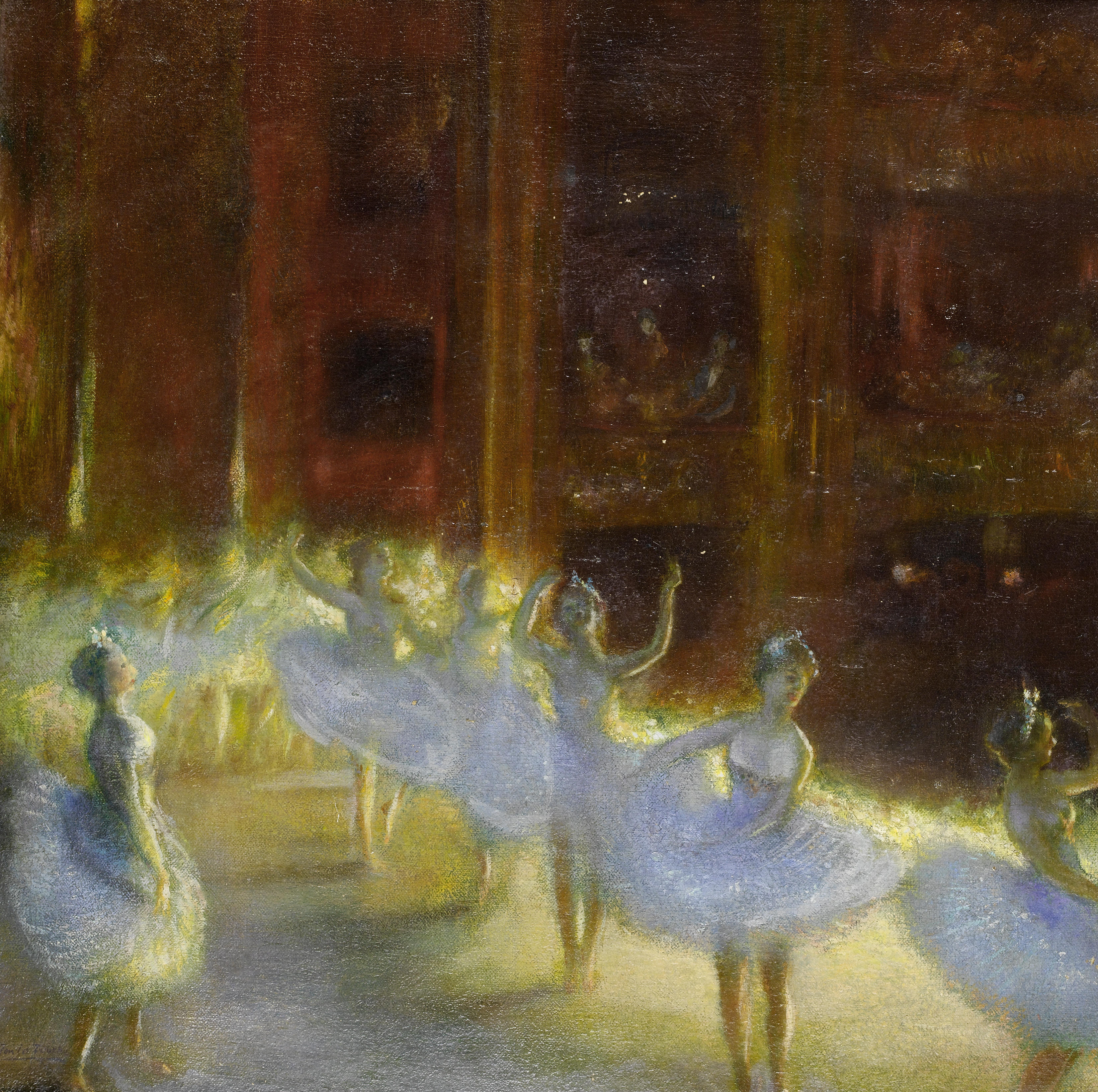
Le Ballet
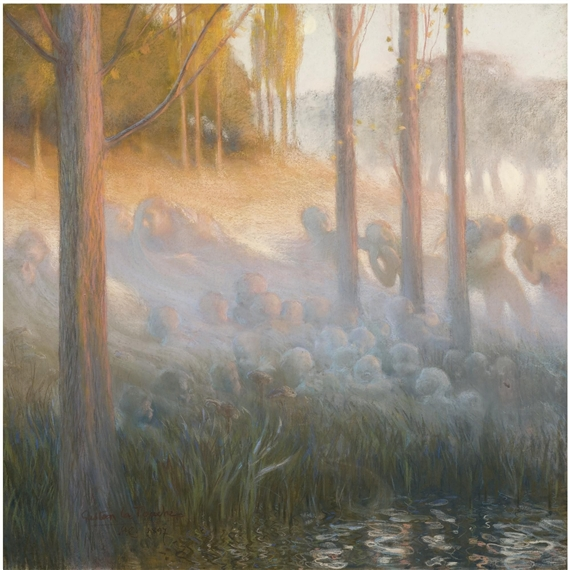
Esprits Nocturnes
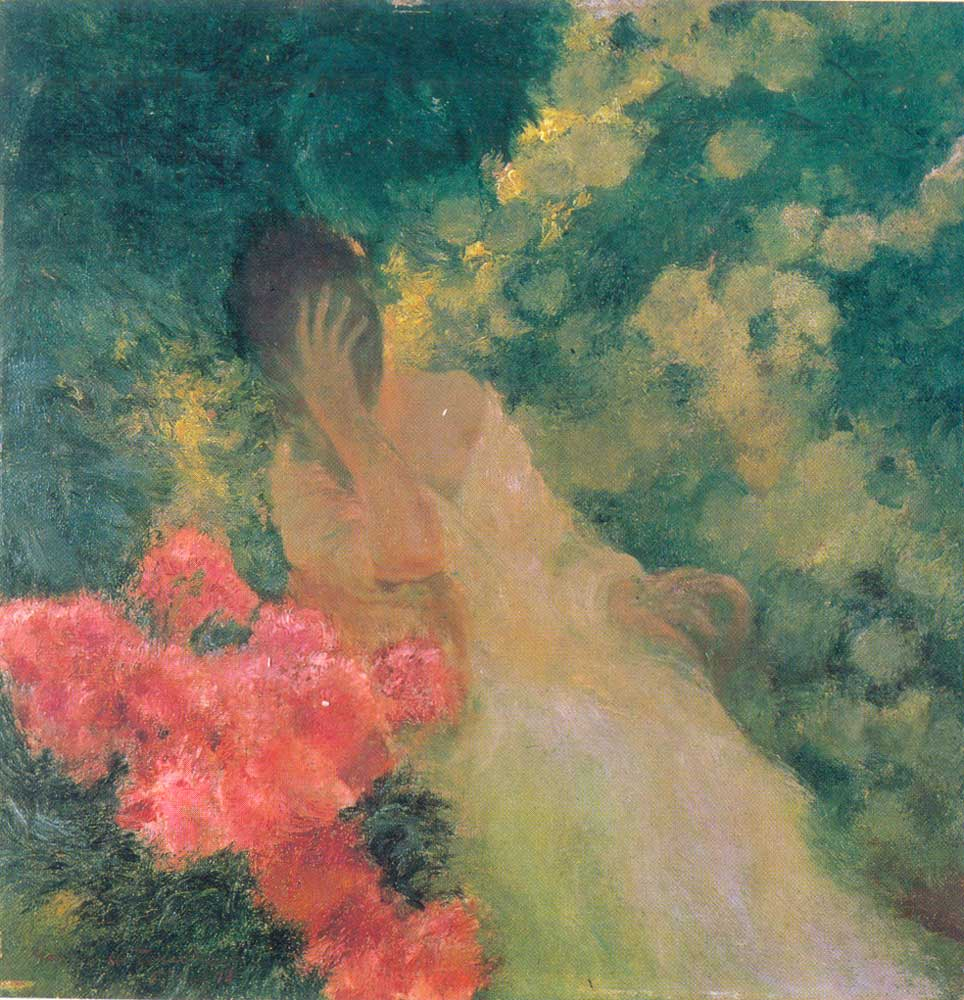
Dans le Jardin
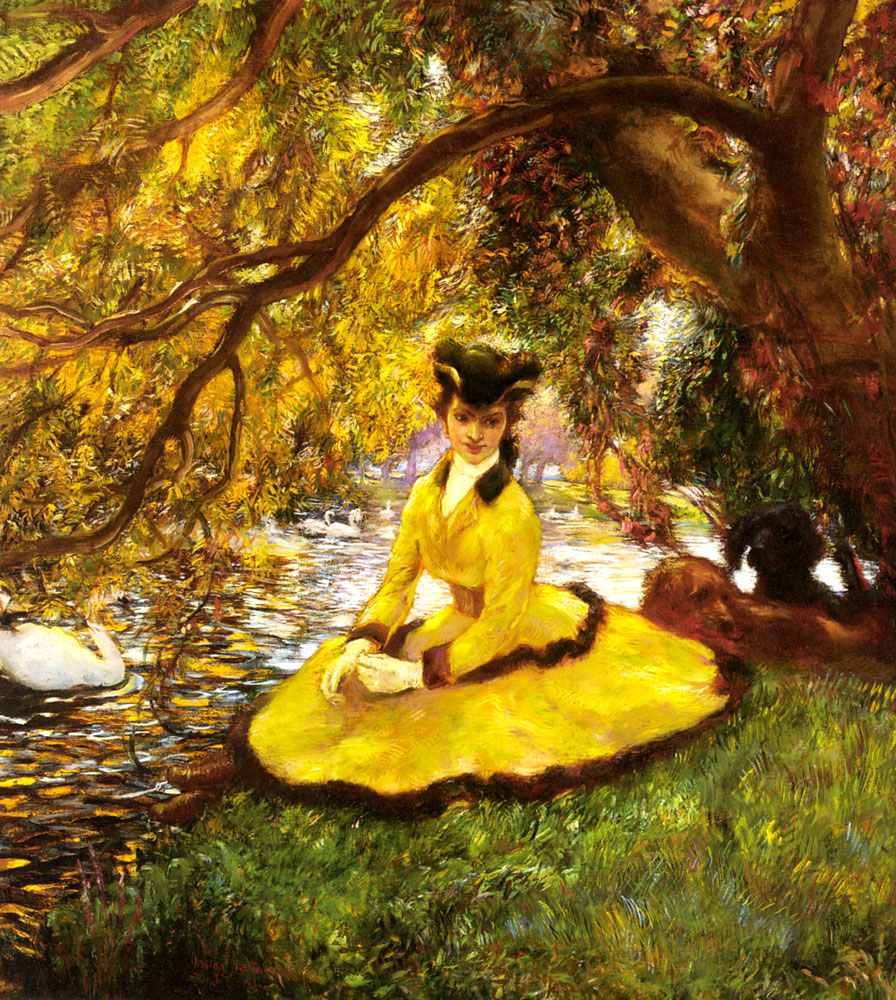
Aan de rivieroever
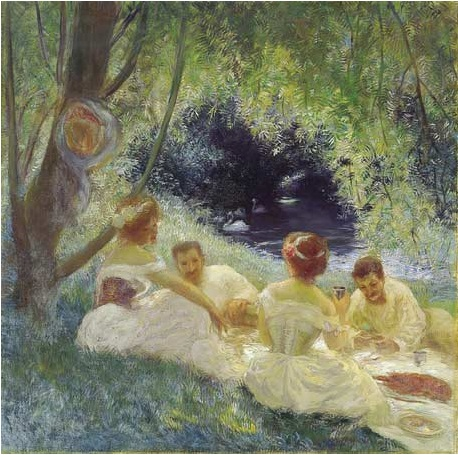
Le dejeuner sur l'herbe
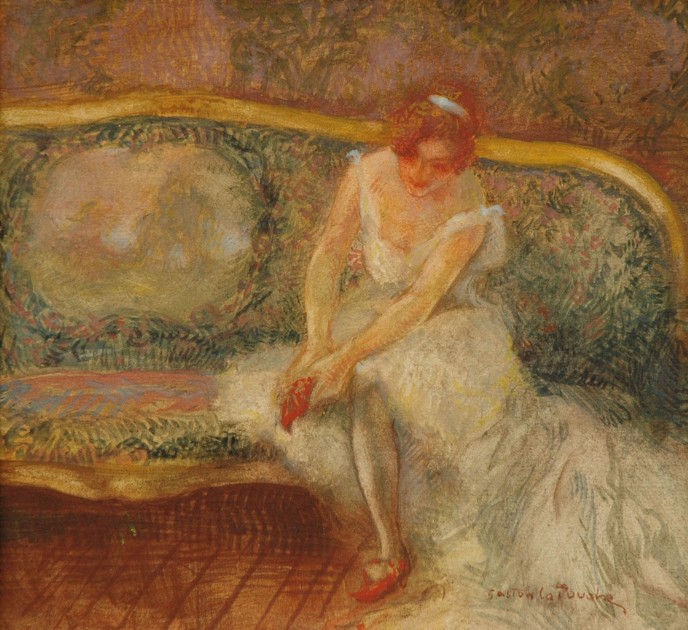
Zittende ballerina
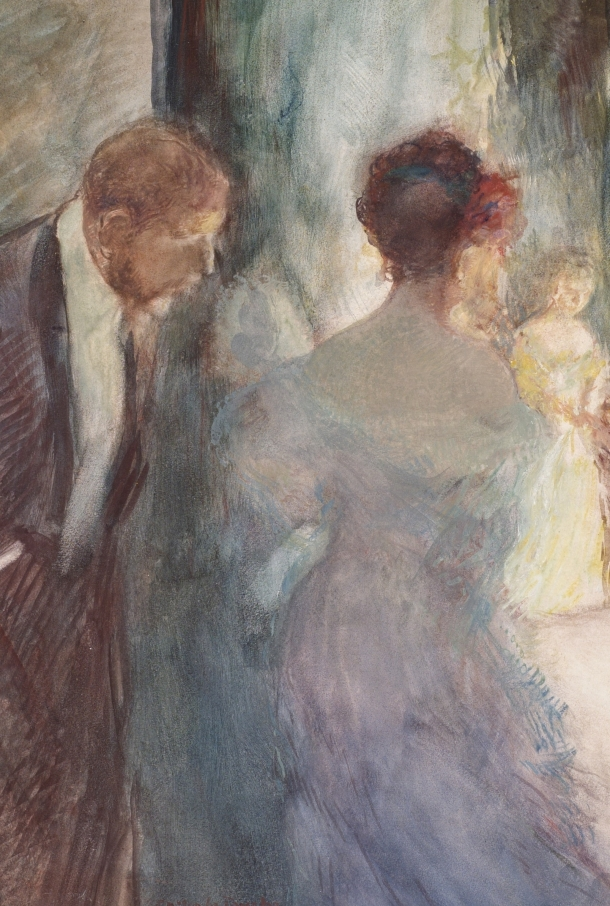
A l'Opera (Singer Collectie)
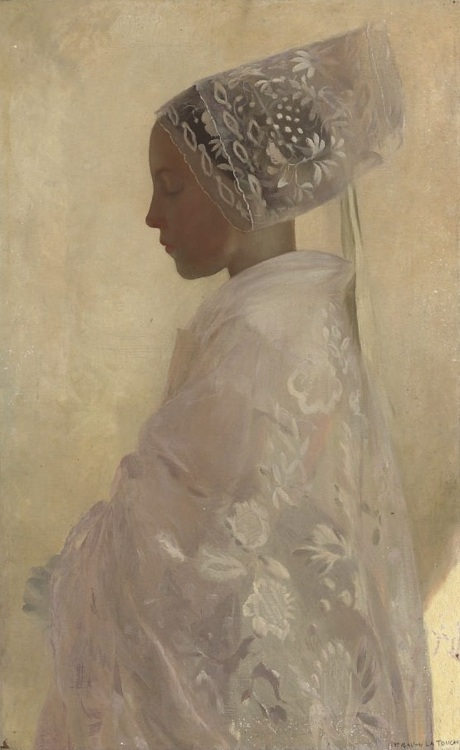
Jeune Fille en contemplation
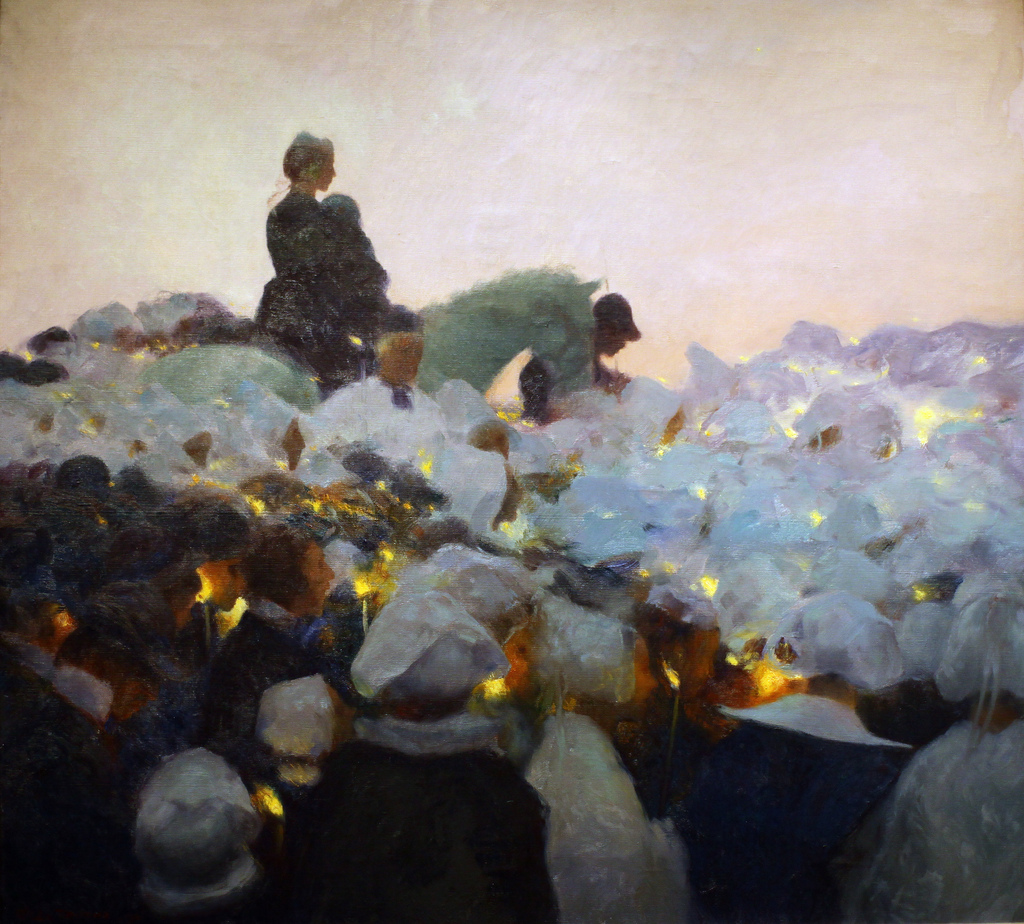
Pardon Breton, 1896